# Парья (этнос)
Парья — этническая группа, причисляемая обычно к среднеазиатским цыганам. Также известны как мазанг — этот термин по отношению к ним используют среднеазиатские «цыгане»-люли (джуги, мугат). Парья в свою очередь называют словом «мазанг» джуги, а к себе это название не применяют.
Таджикским и узбекским окружением термин «мазанг» был воспринят преимущественно для наименования группы парья. Отсюда часто встречающееся утверждение, что мазанги, якобы, никогда не занимались попрошайничеством (парья преимущественно сельскохозяйственные работники). Но, поскольку традиционно оседлое население часто путает разные «цыганские» группы, мазангами иногда называют и джуги, и западных цыган (рома).
Мазанги исповедуют ислам и заняты во многих сферах (торговля,  гос. учреждения и т.п)
В джамоате Сомон г. Гиссар существует село Афганабад, которое основали парья, называвшие себя афганцами, из-за различий в диалектах, который был ближе к языку дари, нежели к таджикскому.

## Язык парья
Открытый и описанный И. М. Оранским язык парья относится к индоарийским языкам и занимает промежуточное положение между хинди и современными цыганскими языками.